# Jungiella lasvae
Jungiella lasvae är en tvåvingeart som beskrevs av Krek 1979. Jungiella lasvae ingår i släktet Jungiella och familjen fjärilsmyggor. Inga underarter finns listade i Catalogue of Life.